# Château de Bredevoort
Le château de Bredevoort était une forteresse au cœur de la ville du même nom et ancienne seigneurie de Bredevoort dans le comté de Zutphen du duché de Gueldre. La première mention connue remonte à l'année 1188 lorsque le château fut ajouté à une liste de propriété du diocèse de Cologne cette année-là. Le château de Bredevoort était l'un des châteaux les plus importants de la Gueldre et était un pivot de la bataille entre Gueldre et Münsterland, en particulier au XIVe siècle. Le château a été gravement endommagé par le désastre de la tour-poudrière en 1646. Après cet événement, le château en ruine a dominé le paysage urbain pendant plus de 150 ans jusqu'à la fin du XVIIIe siècle. Le dernier rapport connu d'une ruine visible date de 1791 dans les procès-verbaux du conseil de l'église de Bredevoort lors de la venue de Guillaume V qui a vu les vestiges lors de sa visite à Bredevoort. Le bâtiment principal seul (sans la cour extérieure, les rondelles et le mur d'enceinte) avait une taille d'environ 42 x 36 mètres, ce qui en fait l'un des plus grands châteaux des Pays-Bas.

## Historique
Le château est mentionné pour la première fois en 1188 sur une liste de propriétés du diocèse de Cologne sous le nom de "castrum Breidervort". À cette époque, le château était un lieu disputé et a donc eu plusieurs propriétaires, de sorte qu'une bataille séculaire pour le château s'ensuivit. Le comte Eberhard Ier de La Marck a finalement détruit le château en 1278 pour se venger, après quoi le château est resté à l'état de ruine pendant 23 ans. Après des années de lutte pour Bredevoort (nl) entre Münster et Gueldre, le château revint finalement en 1301 au comte Herman II de Lohn. Les évêques de Münster et de Cologne ont dû payer conjointement la reconstruction du château de Bredevoort. Après des siècles de lutte pour le château, l'évêque de Münster abandonne le combat et veut des négociations de paix. Après des années de négociations, la paix est finalement signée le 28 juin 1326. Cet important traité est également signé par les villes de Zutphen, Groenlo, Emmerik et Arnhem. En conséquence, Renaud II de Gueldre devient propriétaire des tribunaux de Winterswijk, Aalten et Dinxperlo et du comté de Bredevoort, ce qui signifie que la région a été définitivement intégrée en Gueldre.

### Le désastre de la Tour poudrière
Lors de la catastrophe de la tour poudrière en 1646, la foudre a frappé la tour conservant la poudre, provoquant l'explosion du château et 49 personnes ont été tuées. Parmi eux se trouvaient le drost Wilhelm van Haersolte et sa famille. Un seul fils, Anthonie, n'était pas à la maison à ce moment-là et a survécu à la catastrophe. Dans ce désastre, le château tomba en ruines ; il n'a jamais été reconstruit. Les vestiges du château ont déterminé l'aspect du centre-ville pendant au moins 150 ans après cela.

## Aspect du château de Bredevoort
Il est difficile de dire exactement à quoi ressemblait le château. Sur les cartes anciennes, le château principal semble être un château concentrique typique, avec des douves doubles défendu par un épais mur d'enceinte. Un château avant avec de lourdes tours d'angle, une enceinte constituée d'un mur rectangulaire avec quatre tours d'angle, dont trois ont été abaissées en rondelles. Le château et la ville étaient séparés par un double fossé. Le château était accessible depuis la ville par un pont. Pour ce faire, il lui fallait franchir deux portes (dont la deuxième porte avait une barbacane), et enfin une autre dans le mur d'enceinte avant d'entrer dans la cour. À l'intérieur de la forteresse, il y avait plusieurs bâtiments autour d'une cour spacieuse. Cet aspect change au fil du temps, et son apparence sera souvent modifié au cours des siècles par les batailles, les guerres, les incendies de ville et d'autres causes. Un dessin de 1882 de Jacobus Craandijk (1834-1912) (nl) montre une représentation qui peut être basée sur une image plus ancienne ou une description. Après tout, à l'époque de Craandijk, le château avait disparu depuis plus de 200 ans. Sur le dessin de Craandijk, un château carré à douves de type muiderslot est visible. On ne peut pas dire avec certitude que le château de Bredevoort ressemblait vraiment à cela ou s'il était éventuellement le bâtiment en ruine d'avant 1278.

## Fondations
Aujourd'hui, les vestiges du château se trouvent sous et autour de la place  't Zand et de la Hozenstraat dans le centre-ville. Les fondations prennent la forme de voûtes, de couloirs et d'autres décombres. En avril et mai 2009, une petite partie des fondations a été découverte dans le cadre de recherches archéologiques autour de l'école de  't Zand. Des vestiges de murs de 2,5 à 4 mètres d'épaisseur ont été mis au jour. Les fondations de la barbacane ont été également retrouvées sur la place  't Zand. Les contours de cette structure sont rendus visibles dans le square par des bandes de laiton positionnées au sol.

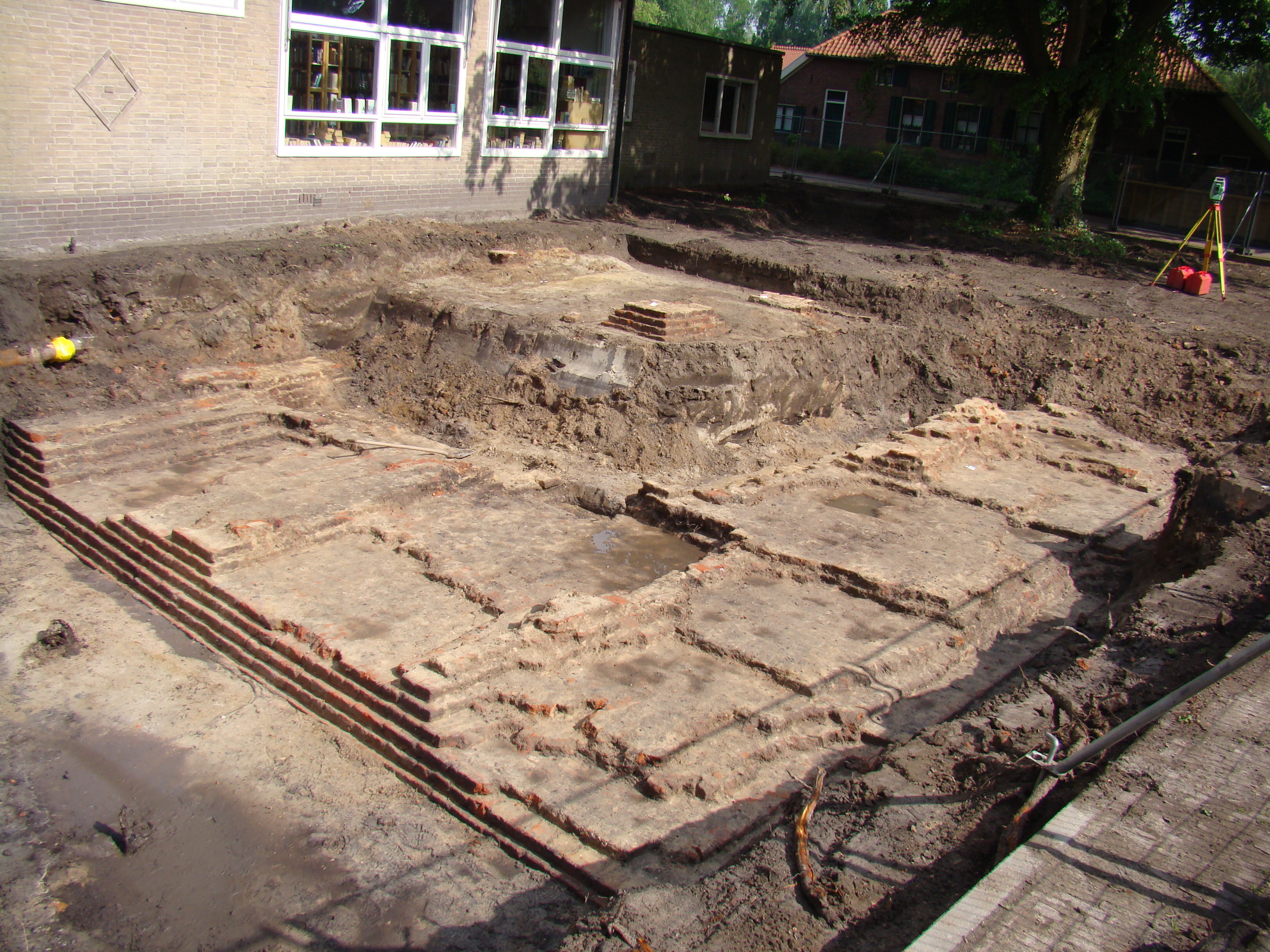
Fondations mise au jour en mai 2009
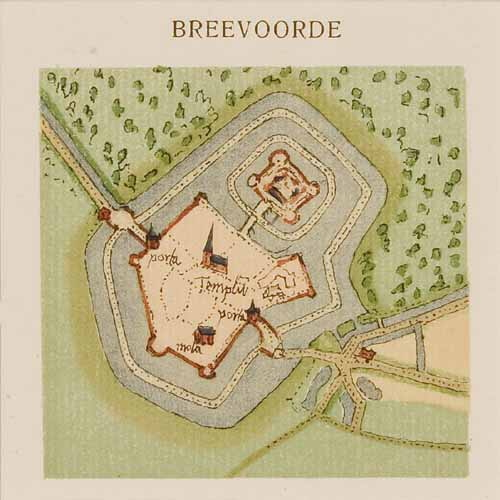
Plan de Breevoort (Bredevoort), vers 1560 par Jacob van Deventer avec le château
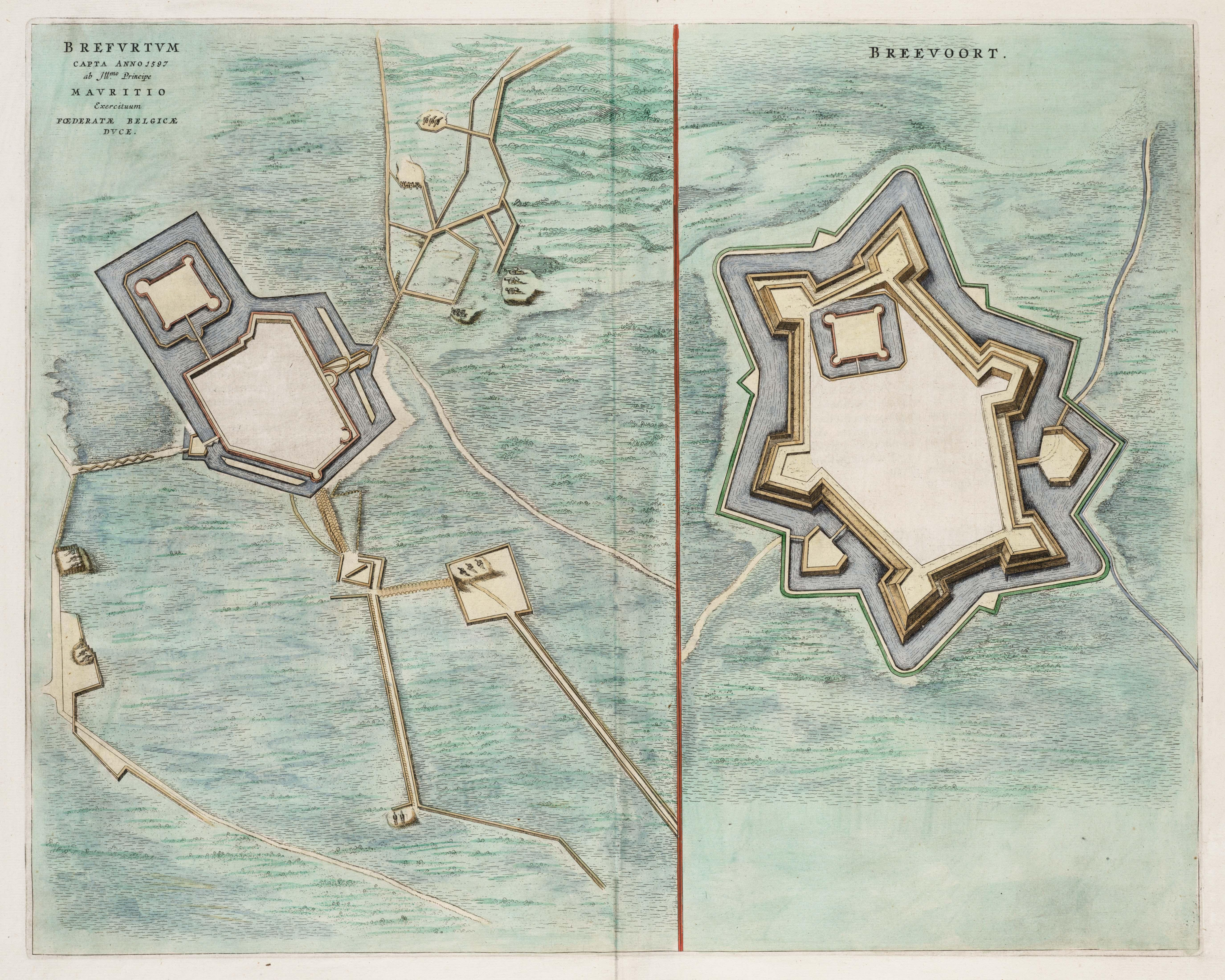
Plan de la capture de Breevoort (Bredevoort) en 1597 par Maurice d'Orange (gauche); plan de Bredevoort en 1649 (droite), le château est intégré au périmètre de la ville
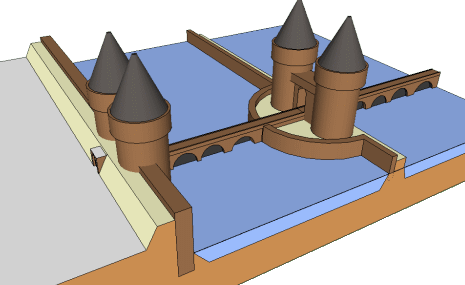
Reconstitution de la barbacane
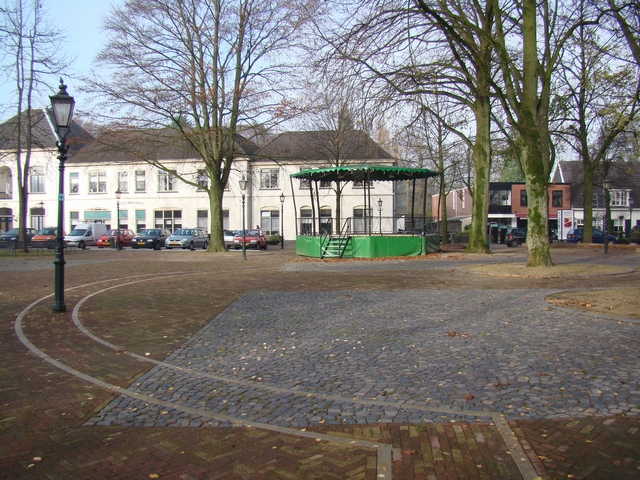
La rondelle de la barbacane a été rendue visible avec des bandes de laiton au sol
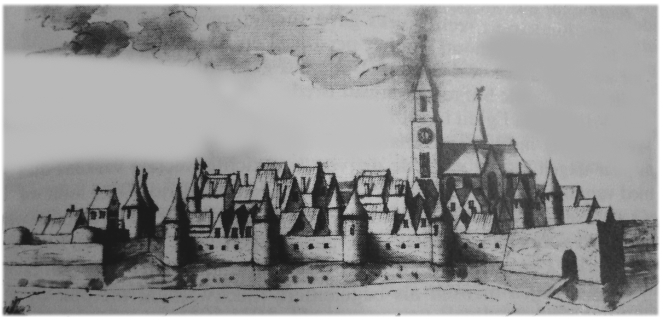
Panorama de Bredevoort vers 1634, avec le château à gauche
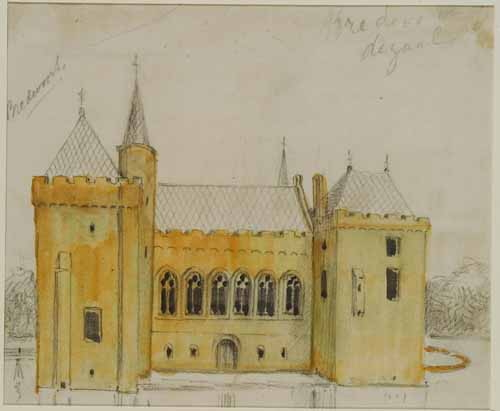
De Zaal, par J.Craandijk
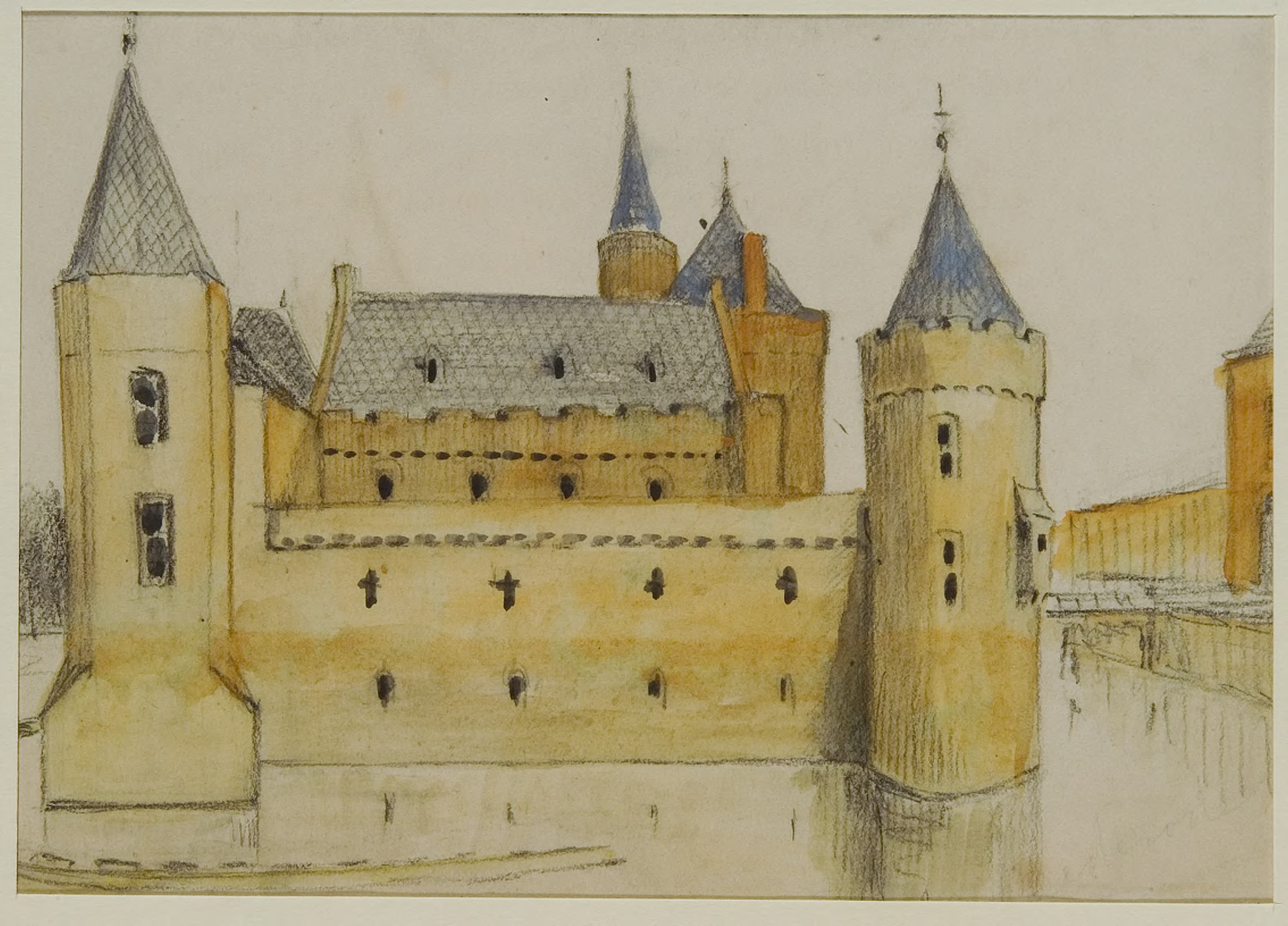
Le château de Bredevoort par J.Craandijk
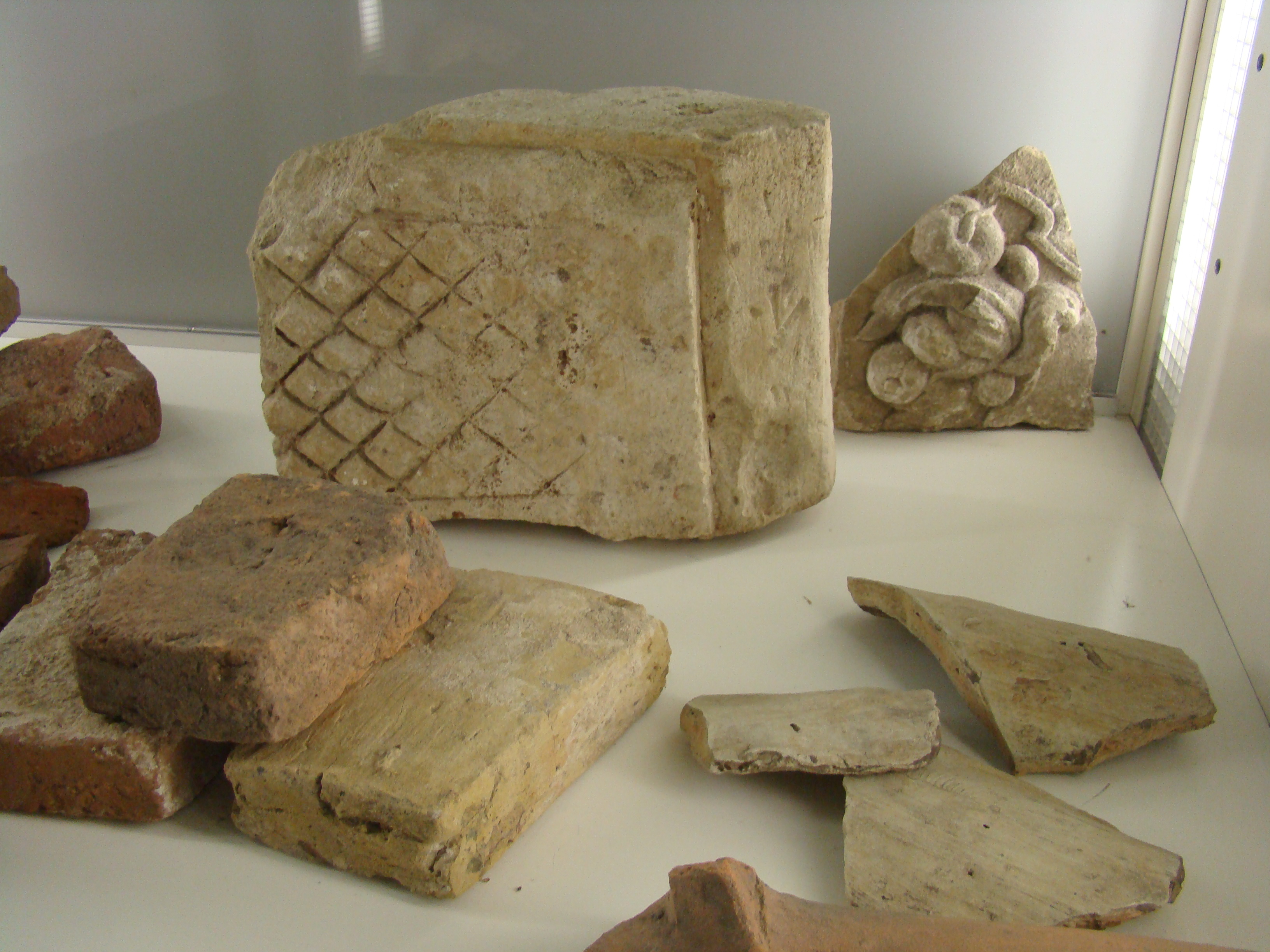
Vestiges du château mis au jour en 2009